# Bonou
Bonou es una comuna beninesa perteneciente al departamento de Ouémé.
En 2013 tiene 44 349 habitantes, de los cuales 12 061 viven en el arrondissement de Bonou.
Es la comuna más septentrional del departamento. Se ubica a orillas del río Ouémé junto a la carretera RN4, unos 50 km al norte de Porto Novo.

## Subdivisiones
Comprende los siguientes arrondissements:
- Affamè
- Atchonsa
- Bonou
- Damè-Wogon
- Houinviguè